# Chase Stein
Victor Chase Stein, também conhecido como Talkback, é um personagem fictício, um super-herói que aparece nas revistas em quadrinhos americanas publicadas pela Marvel Comics. Chase Stein foi criado pelo escritor Brian K. Vaughan e pelo artista Adrian Alphona, e a sua primeira aparição foi em Fugitivos #1 (Julho de 2003). Como todos os membros dos Fugitivos originais, ele é filho de vilões malignos com habilidades especiais; no caso de Chase, cientistas loucos. Chase é o mais velho do Fugitivos, tendo 18 anos.  Chase possui as Fistigonas, as luvas mais poderosas do mundo.
O personagem é interpretado por Gregg Sulkin na série de televisão do Hulu, Runaways.

## Publicação
Chase Stein apareceu pela primeira vez em Fugitivos #1 (Julho de 2003) e foi criado por Brian K. Vaughan e Adrian Alphona. Na ideia original de Brian K. Vaughan para a série, Chase foi originalmente chamado de John. O relacionamento parecido com um irmão que Chase tem com Molly nos quadrinhos também foi originalmente dado a Gert.

## Biografia ficcional do personagem
O filho de Victor e Janet Stein, Chase é visto pela primeira vez tomando um soco de seu pai abusivo por obter notas baixas e ser um "atleta tolo"; depois da testemunha do assassinato de uma menina inocente por seus pais ("o Orgulho"), Chase parece não se surpreender, embora culpe os pais de todos pelo assassinato. Chase se junta ao time para escapar de suas respectivas casas. Ao passar pelas casas dos pais de Chase, ele descobre que seus pais são cientistas loucos, com muitos avanços tecnológicos. Chase rouba as Fistigonas, que Janet Stein chama de "luvas mais fortes do mundo". Capaz de conjurar e moldar fogo com as luvas, Chase também rouba as óculos de raio-X especiais de seus pais. Chase fornece aos Fugitivos o primeiro esconderijo deles, uma mansão dilapidada e cavada, ele chamou ela de "o Hostel", e o primeiro transporte deles, sua van branca, sem marca com placas de licença roubadas. Depois de fugir, Chase deseja ter o alter-ego de Neo, mas Gert o chama de Talkback, uma referência a sua natureza desafiadora.

## Em outras mídias

### Televisão
Chase Stein aparece na série de televisão do Hulu, Runaways, interpretado por Gregg Sulkin.

### Jogos eletrônicos
- Chase Stein aparece como um personagem jogável em Lego Marvel Avengers.
- Chase Stein (acompanhado por Alfazema) apareceu como um personagem jogável em Marvel: Avengers Alliance.[10]